# یوسف آقچورا

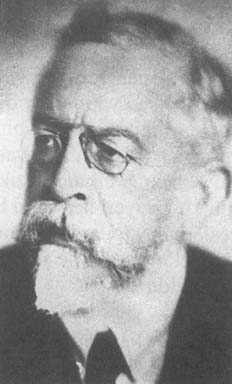
یوسف آقچورا، بنیان‌گذار ایدئولوژی پان‌تورانیسم

یوسف آقچورا (به روسی: Йосыф Акчура) (متولد ۲ دسامبر ۱۸۷۶- سیمبیرسک روسیه - مرگ ۱۱ مارس ۱۹۳۵، استانبول، ترکیه)، یکی از برجسته‌ترین فعالان تاتار بنیان‌گذار ایدئولوژی پان‌تورانیسم بود.
او در خانواده‌ای تاتار به دنیا آماده و در ایولانووسک روسیه زندگی کرد تا اینکه زمان ۷ سالگی به همراه مادرش به ترکیه مهاجرت کرد. او در استانبول درس خواند و به کالج نظامی (حربیه مکتب) در ۱۸۹۵ وارد شد. او نتوانست تحصیلاتش را به اتمام برساند چرا که متهم به عضویت در جنبش فته‌گرانه شد و به فزان تعبید گشت.